# Radaslije
Radaslije är en ort i Bosnien och Hercegovina.   Den ligger i entiteten Federationen Bosnien och Hercegovina, i den västra delen av landet, 120 km väster om huvudstaden Sarajevo. Radaslije ligger 937 meter över havet och antalet invånare är 356.
Terrängen runt Radaslije är kuperad. Runt Radaslije är det ganska tätbefolkat, med 93 invånare per kvadratkilometer.. Närmaste större samhälle är Glamoč, 1,8 km sydost om Radaslije. 
Trakten runt Radaslije består till största delen av jordbruksmark.